# Antonio Prudenza
Antonio Prudenza (Masserano (Piemont), 18 de juliol, 1823 - Liorna (Toscana), 14 de maig, 1900), va ser un tenor italià.

## Biografia
Antonio Prudenza era fill de Carlo Prudenza i Rosa Bianchina, «burgesos honrats de la caseria de Rongio» de Masserano.
Els seus estudis juvenils no van ser musicals: humanitats al col·legi de Masserano, dret a Torí. Més tard va ser introduït a la carrera notarial i va realitzar el seu aprenentatge al despatx del notari Orazio Cassinis, també de Masserano i pare del jurista i polític Giovanni Battista. Al mateix temps va començar a assistir a l'Acadèmia Filharmònica de Torí, on el seu professor era Luigi Fabbrica. Tres anys d'estudis i després el tenor deixa el notari Cassinis i puja a l'escenari del Teatre Regio de Torí durant la Temporada de Carnaval de 1848. L'òpera és lAttila de Verdi i ell interpreta el paper de Foresto com a substitut de Nicola Ivanoff. Qui va donar suport a la seva contractació va ser Fabbrica, que també va ser concertista de l'òpera. L'"estrena" va ser el 29 de desembre de 1848, però ja l'1 de gener, Prudence va tenir l'oportunitat de substituir Ivanoff, que havia caigut malalt.
La segona part del mateix any va ser al Teatre Cívic de Càller, escenari que va consolidar l'èxit obtingut a Torí. A la primavera de 1850 va tenir un compromís pel teatre Carlo Felice de Gènova. Aquí, com a Càller, els crítics musicals van destacar les seves qualitats vocals com a inadequades per a l'òpera còmica. El tenor abandona aquest repertori i es dedica totalment, amb rares excepcions, a l'òpera seria.
El seu primer viatge internacional es remunta al 1851, a Constantinoble amb Alberto Bozzetti, Rosina Penco, Marcella Lotti, Giovanni Corsi, Giovanni Mitrovich, Luigi Alessandrini. Un cop tornat a Itàlia, va repartir el seu temps entre diversos papers a Liorna i Messina, aterrant per primera vegada a Milà, al "Teatro della Cannobiana". Les seves representacions milaneses van ser un èxit i el tenor va ser convidat a Lisboa on va romandre un any (des de mitjans de 1852 fins a mitjans de 1853), signat pel Teatre de São Carlos. A la capital portuguesa el juny de 1853, a l'expiració del seu contracte, es va casar amb la prima ballarina Sofia Costanzo. Del matrimoni van néixer dues filles, Rosina i Antonietta.
De Lisboa a Madrid, després a Itàlia, al Teatre Capranica de Roma i altres llocs. Però la ciutat que el va acollir amb els braços oberts durant tres anys consecutius (1857 - 1859) va ser Nàpols, on Prudenza va mantenir els seus propis hàbits de repertori, interpretant amb èxit obres i autors molt coneguts però sense menysprear la creació de nous papers per a autors poc coneguts en aquell moment i avui oblidats. En els anys següents, un cop acabats els seus compromisos amb el Teatre San Carlo, va viatjar arreu d'Itàlia i Europa, convertint-se en un intèrpret cada cop més exclusiu de Verdi, fins al punt de ser convocat per al paper de Don Álvaro a La forza del destino al "Teatro di Reggio Emilia" l'abril de 1863, òpera que ja havia tingut la seva estrena italiana al Teatre Apollo de Roma el mateix any amb el títol de febrer del mateix any de Roma.
L'any següent va ser de nou al Teatre Carlo Felice de Gènova i el setembre-octubre de 1863 al "Teatro alla Scala" de Milà. Entre març i juny de 1867 fou contractat pel Teatre Principal de València. L'any següent va ser un dels protagonistes de la inauguració del Teatre Verdi de Busseto, cantant a Rigoletto i Un ballo in maschera, on "va fer que tot el públic s'enfadés amb la força de la seva veu".
El 1869 va emprendre la seva última gran gira. Va tornar a Espanya, a Barcelona, sense èxit i rescindir el seu contracte abans d'hora. De tornada a Itàlia, després d'un compromís marginal a Asti, es va enfrontar al públic a La Fenice de Venècia el març de 1870. A la segona meitat de 1871 va fer una llarga gira que va tocar diversos llocs de Gran Bretanya i Irlanda i l'any següent va tornar a Torí. Després d'una sèrie de representacions menors el trobem, el novembre de 1873, al Teatre Paganini de Gènova. A partir d'aquest moment els seus compromisos es redueixen i el seu favor públic disminueix: abandona l'escenari el 1878 a Bolonya.
Va tornar als escenaris per darrera vegada el març de 1882 per donar suport a l'estrella en ascens Pietro Mascagni. Prudenza, amb Virginia Antony, Luigi Flosi i Luigi Cesari Bargiani, es presta com a amic l'estrena de la cantata Alla gioia del compositor de Liorna, extreta de l'oda de Schiller.
Va passar els últims anys de la seva vida entre les cases de Masserano i Livorno. Va morir en aquesta ciutat el 14 de maig de 1900.

## Repertori
En una carrera de trenta anys va cantar durant 90 temporades d'òpera, de l'1 de gener de 1849 (Torí) al 20 de maig de 1878 (Bolonya), en 76 òperes diferents per a un total de 2.666 representacions. Un artista, doncs, amb una activitat molt fervorosa, vinculada, per formació i característiques, al període històric del melodrama representat principalment per Bellini i Donizetti.
El repertori que afavorí, i pel qual la crítica musical de l'època el reconeixien com un intèrpret suprem, es basava en les obres d'aquests dos compositors i en Verdi. Al costat d'aquestes, presenta obres d'autors coneguts i estimats pel públic, com Meyerbeer, Gounod i Flotow, però també obres dels poc coneguts (i avui mai representats) Antonio Cagnoni, Ruggero Manna, Errico Petrella i altres.
Obres de Donizetti: Lucia di Lammermoor (252 representacions), Lucrezia Borgia (147), Maria di Rohan (74), Anna Bolena (50), Linda di Chamounix (50), Don Pasquale (47), Poliuto (42), Parisina d'Este (26), Marin Faliero (21), La Fille du régiment (16), Pia de' Tolomei (14), Roberto Devereux (10), Torquato Tasso (7).
Obres de Bellini: I puritani (119 representacions), La sonnambula (71), Norma (56), Beatrice di Tenda (12).
Òperes de Verdi: Un ballo in maschera (203 representacions), Rigoletto (149), Il trovatore (117), Attila (83), Ernani (82), Luisa Miller (81), I due Foscari (63), La traviata (45), La forza del destino (1a vers., 24 - 2a vers., 20), Il corsaro (Lombarda, 20), (Lombarda) 4), I vespri siciliani (22), Don Carlo (14), Nabucco (8), La battaglia di Legnano (7).